# العلاقات الإندونيسية التشادية
العلاقات الإندونيسية التشادية هي العلاقات الثنائية التي تجمع بين إندونيسيا وتشاد.

## مقارنة بين البلدين
هذه مقارنة عامة ومرجعية للدولتين:
| وجه المقارنة                                              | إندونيسيا         | تشاد                      |
| --------------------------------------------------------- | ----------------- | ------------------------- |
| المساحة (كم2)                                             | 1.90 مليون        | 1.28 مليون                |
| عدد السكان (نسمة)                                         | 263.99 مليون      | 15.23 مليون               |
| الكثافة السكانية (ن./كم²)                                 | 138.94            | 11.9                      |
| العاصمة                                                   | جاكرتا            | انجمينا                   |
| اللغة الرسمية                                             | اللغة الإندونيسية | لغة فرنسية، اللغة العربية |
| العملة                                                    | روبية إندونيسية   | فرنك وسط أفريقي           |
| الناتج المحلي الإجمالي (بليون دولار)                      | 1.02 تريليون      | 9.98 مليار                |
| الناتج المحلي الإجمالي (تعادل القوة الشرائية) بليون دولار | 2.85 تريليون      | 30.54 مليار               |
| الناتج المحلي الإجمالي الاسمي للفرد دولار أمريكي          | 3.35 ألف          | 775                       |
| الناتج المحلي الإجمالي للفرد دولار أمريكي                 | 10.52 ألف         | 2.18 ألف                  |
| مؤشر التنمية البشرية                                      | 0.684             | 0.392                     |
| رمز المكالمات الدولي                                      | +62               | +235                      |
| رمز الإنترنت                                              | .id               | .td                       |
| المنطقة الزمنية                                           |                   | ت ع م+01:00               |

## منظمات دولية مشتركة
يشترك البلدان في عضوية مجموعة من المنظمات الدولية، منها:
| علم المنظمة | اسم المنظمة                               | تاريخ انضمام إندونيسيا | تاريخ انضمام تشاد |
| ----------- | ----------------------------------------- | ---------------------- | ----------------- |
|             | مؤسسة التنمية الدولية                     | 20 أغسطس 1968          | 7 نوفمبر 1963     |
|             | يونسكو                                    | 27 مايو 1950           | 19 ديسمبر 1960    |
|             | وكالة ضمان الاستثمار متعدد الأطراف        | 12 أبريل 1988          | 11 يونيو 2002     |
|             | الأمم المتحدة                             | 28 سبتمبر 1950         | 20 سبتمبر 1960    |
|             | الاتحاد البريدي العالمي                   | ?                      | ?                 |
|             | البنك الدولي للإنشاء والتعمير             | 13 أبريل 1967          | 10 يوليو 1963     |
|             | منظمة التعاون الإسلامي                    | ?                      | ?                 |
|             | منظمة حظر الأسلحة الكيميائية              | ?                      | ?                 |
|             | الاتحاد الدولي للاتصالات                  | 1949                   | 25 نوفمبر 1960    |
|             | مؤسسة التمويل الدولية                     | 23 أبريل 1968          | 2 أبريل 1998      |
|             | المركز الدولي لتسوية المنازعات الاستشارية | 28 أكتوبر 1968         | 14 أكتوبر 1966    |
|             | منظمة التجارة العالمية                    | ?                      | ?                 |
|             | منظمة الشرطة الجنائية الدولية             | 5 أكتوبر 1954          | ?                 |

## وصلات خارجية
- موقع وزارة الخارجية الإندونيسية